# Hinterholz 8
Хинтерхолц 8 је аустријска комедија из 1998. редитеља Харалда Сихерица. То је најуспешнији аустријски филм у Аустрији од 1960-их са 617.597 продатих карата.

## Глумачка подела
- Роланд Дирингер - Херберт Крцал
- Нина Пролл - Маргит Крцал
- Рудолф Рохачек - Филип Крцал
- Волфганг Бок - Меиер
- Рајнхард Новак - Сеп Форстингер
- Лукас Ресетаритс - Вилли
- Хервиг Зеебе - Кандлер
- И. Стангл - Гемеиндерат
- Алфред Дорфер - Еберл
- Ева Билизих - Мрс. Меиер
- Рудолф Бучолих - Маргитс Ватер
- Ерика Мотл - Маргитс Муттер
- Карл Фердинанд Крацл - Мундел + асистент фон Кандлер
- Андреа Хандлер - Косметикерин